# SAKURA (丹下桜のアルバム)
『SAKURA』（サクラ）は、丹下桜の1作目のベストアルバム。2000年3月16日、KONAMIより発売された。

## 解説
- 丹下桜初のベストアルバム。
- 今までのシングル曲や、アルバムのタイトルチューンを収録。
- 5曲は、-Best Remix-としてアレンジバージョンを収録。
- 初回限定盤は、特製BOX仕様で、オリジナルステッカー封入。

## 収録曲
| #         | タイトル                                   | 作詞      | 作曲             | 編曲               | 時間  |
| --------- | ------------------------------------------ | --------- | ---------------- | ------------------ | ----- |
| 1.        | 「Neo-Generation」(Best version)           | 丹下桜    | 相川夏生         | 福田裕彦           | 4:31  |
| 2.        | 「ハッピーアプローチ」                     | 丹下桜    | 宮島律子         | 吉田潔             | 4:21  |
| 3.        | 「Stand by Me」                            | 丹下桜    | 坂下正俊         | 水島康貴           | 4:18  |
| 4.        | 「Wonder Network」(Rabbit version)         | 丹下桜    | 依田和夫         | 吉田潔             | 4:42  |
| 5.        | 「private link」                           | 丹下桜    | 中山手瞬・丹下桜 | 吉田潔             | 4:35  |
| 6.        | 「2色だけのパレット」(Album Mix)           | 宮島律子  | 宮島律子         | 田辺恵二           | 4:59  |
| 7.        | 「MAKE YOU SMILE」                         | 丹下桜    | ながつきまろん   | 亀田誠治           | 4:28  |
| 8.        | 「Be Myself」(Best remix)                  | 田辺智沙  | 中崎英也         | 新川博             | 4:02  |
| 9.        | 「tune my love」                           | 丹下桜    | ながつきまろん   | 田辺恵二           | 4:37  |
| 10.       | 「あなたのやり方でだきしめて」(Best remix) | かの香織  | かの香織         | 新川博             | 2:25  |
| 11.       | 「Bright shine on Time」                   | 岡田実音  | 岡田実音         | 岡田実音・高島智明 | 5:41  |
| 12.       | 「TO LOVE」(Best remix)                    | 岡田実音  | 岡田実音         | 岡田実音・高島智明 | 5:37  |
| 13.       | 「FREE」                                   | 松浦有希  | 松浦有希・吉田潔 | 吉田潔・松浦有希   | 4:36  |
| 14.       | 「New Frontier」                           | 丹下桜    | 中山手瞬         | 重実徹             | 5:09  |
| 15.       | 「CATCH UP DREAM」                         | 丹下桜    | ながつきまろん   | 水島康貴           | 3:59  |
| 16.       | 「未来からのエアメール」(Best remix)       | 丹下桜    | 相川夏生         | 吉田潔             | 4:30  |
| 合計時間: | 合計時間:                                  | 合計時間: | 合計時間:        | 合計時間:          | 72:30 |

## 楽曲解説
1. Neo-Generation -Best version-
TOKYO FMラジオ『氷上・丹下のトラチョコ・チャット』1999年12月 - 2000年1月オープニングテーマ
4thアルバム『Neo-Generation』収録曲アレンジ
2. ハッピーアプローチ
TOKYO FMラジオ『氷上・丹下のトラチョコ・チャット』オープニングテーマ
ミニアルバム『Alice』収録
3. Stand by Me
TOKYO FMラジオ「丹下・氷上のトラブルチョコレート」オープニングテーマ
別バージョン（アルバム『Musees de Sakura』バージョン）は超!A&G+のラジオ『丹下桜のRADIO・A・La・Mode』エンディングテーマ
7thシングル。ミニアルバム『Alice』収録
4. Wonder Network -Rabbit version-
NACK5ラジオ『Alice ON WONDER-NET』オープニングテーマ
8thシングル「Wonder Network/private link」収録曲アレンジ。ミニアルバム『Alice』にもこのバージョンで収録されている。
5. private link
NACK5ラジオ『Alice ON WONDER-NET』エンディングテーマ
8thシングル。4thアルバム『Neo-Generation』収録
6. 2色だけのパレット -Album mix-
文化放送ラジオ『CLUBときめきメモリアル』ディングテーマ
4thシングル「2色だけのパレット/Day dream」収録曲アレンジ。2ndアルバム『MAKE YOU SMILE』にもこのバージョンで収録されている。
7. MAKE YOU SMILE
文化放送ラジオ『CLUBときめきメモリアル』エンディングテーマ
2ndシングル「MAKE YOU SMILE/今はまだ遠いLovesong」。2ndアルバム『MAKE YOU SMILE』収録
8. Be Myself -Best remix-
アルバム『Be Myself』収録曲アレンジ
9. tune my love
ニッポン放送ラジオドラマ『2010年ラジオの旅 アンドロイド・アナMAICO2010』主題歌
3rdシングル「tune my love」。2ndアルバム『MAKE YOU SMILE』にアレンジバージョンを収録
10. あなたのやり方でだきしめて -Best remix-
TBSラジオ『ファンタジーワールド MAZE爆熱アワー』11月度エンディングテーマ
1stシングル、アルバム『Be Myself』収録曲アレンジ
11. Bright shine on Time
TOKYO FMラジオ『氷上・丹下のトラチョコ・チャット』オープニングテーマ
9thシングル。4thアルバム『Neo-Generation』収録
12. TO LOVE -Best remix-
TOKYO FMラジオ『氷上・丹下のトラチョコ・チャット』9月度オープニングテーマ
10thシングル、4thアルバム『Neo-Generation』収録曲アレンジ
13. FREE
6thシングル。3rdアルバム『New Frontier』にアレンジバージョンを収録
14. New Frontier
3rdアルバム『New Frontier』収録
15. CATCH UP DREAM
文化放送ラジオ『CLUBときめきメモリアル』エンディングテーマ
5thシングル。3rdアルバム『New Frontier』収録
16. 未来からのエアメール -Best remix-
11thシングル曲アレンジ